# Any Wife
Pour plus de détails, voir Fiche technique et Distribution.
Any Wife est un film américain réalisé par Herbert Brenon et sorti en 1922.

## Synopsis
Myrtle est l'épouse de John Hill, un entrepreneur qui, en raison de son dévouement à son travail, néglige sa femme. Il doit effectuer un voyage d'affaires précipité à San Francisco et souhaite que sa femme et son enfant l'accompagnent. Après avoir débattu de la question, la femme s'endort et rêve qu'elle a divorcé de son mari, et épousé un dessinateur.

## Fiche technique
- Réalisation : Herbert Brenon
- Scénario : Julia Tolsva
- Producteur : William Fox
- Photographie : Tom Malloy
- Distributeur : Fox Film Corporation
- Format : Noir & blanc - 35 mm[1]
- Durée : 50 minutes (5 bobines)[2]
- Date de sortie :
  - États-Unis : 22 janvier 1922

## Distribution

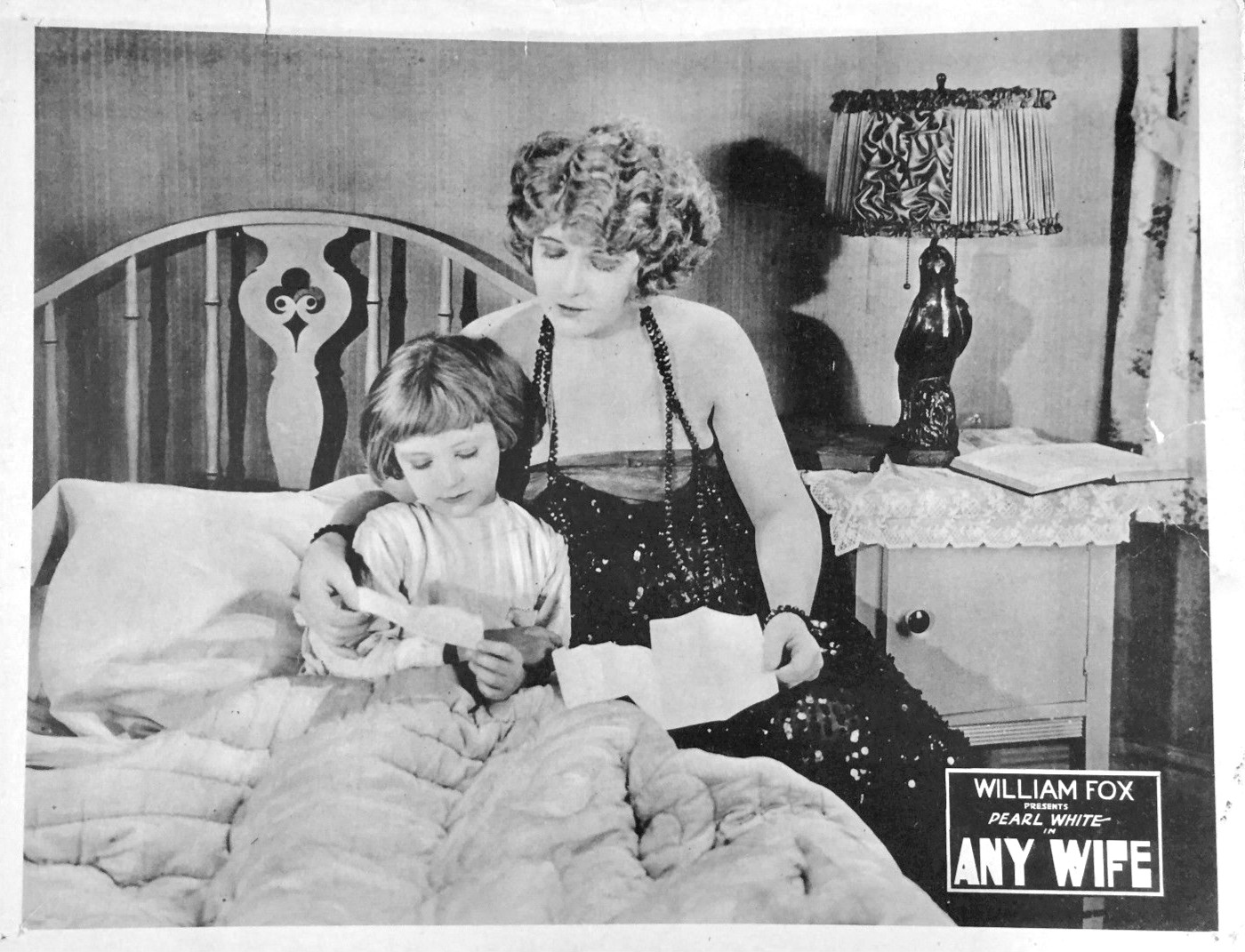
Carte promotionnelle du film.

- Pearl White : Myrtle Hill
- Holmes Herbert : Philip Gray
- Gilbert Emery : Mr. John Hill
- Lawrence Johnson : Cyril Hill
- Augustus Balfour : Dr. Gaynor
- Eulalie Jensen : Louise Farrata